# NGC 3417
NGC 3417 је спирална галаксија у сазвежђу Лав која се налази на NGC листи објеката дубоког неба.
Деклинација објекта је + 8° 28' 25" а ректасцензија 10h 51m 1,7s. Привидна величина (магнитуда) објекта NGC 3417 износи 14,8 а фотографска магнитуда 15,6. NGC 3417 је још познат и под ознакама CGCG 66-39, PGC 32520.